# Velchev Rock
Der Velchev Rock (auch bekannt als Krum Rock; bulgarisch Крумов камък Krumow kamak) ist ein 208 m hoher Nunatak im östlichen Teil der Livingston-Insel im Archipel der Südlichen Shetlandinseln. Er ragt am südwestlichen Rand des Balkan-Schneefelds unmittelbar nördlich des Contell-Gletschers und 1,22 km südöstlich des Sinemorets Hill auf. Nur in den Sommermonaten ist eine Fläche von 0,3 Hektar an seinem Nordhang unverschneit.
Namensgeber des Nunataks ist der bulgarische Meteorologe Krum A. Weltschew (* 1954), der zwischen 1993 und 1996 in drei antarktischen Sommersaisons auf der unweit gelegenen St.-Kliment-Ohridski-Station tätig war.